# Hilarempis idonea
Hilarempis idonea är en tvåvingeart som beskrevs av Collin 1933. Hilarempis idonea ingår i släktet Hilarempis och familjen dansflugor. Inga underarter finns listade i Catalogue of Life.